# Ethel Merman
Ethel Merman (Astoria, 16 januari 1908 – New York, 15 februari 1984) was een Amerikaans actrice en zangeres. Ze is voornamelijk bekend als musicalster.

## Biografie
Merman werd geboren als Ethel Agnes Zimmermann, als dochter van Edward Zimmermann (1879-1977) en Agnes Gardner (1883-1974). Haar vader werd opgevoed volgens de regels van de Nederlandse Hervormde Kerk terwijl haar moeder presbyteriaanse was. Na hun huwelijk sloten ze zich aan bij de Episcopaalse Kerk. Nadat Ethel in 1924 was afgestudeerd, begon ze te werken als stenografe, werd ze secretaresse en begon ze ook op te treden in nachtclubs. In deze tijd besloot ze dat Zimmermann een te lange artiestennaam was en verkortte deze naar Merman.
Ze zong in de zaak Les Ambassadeurs en raakte daar bevriend met Jimmy Durante. In 1930 kon ze Ruth Etting vervangen in de film Follow the Leader, waarin Ed Wynn en Ginger Rogers de hoofdrollen speelden. Op 14 oktober 1930 ging de musical Girl Crazy van start, die 272 voorstellingen lang liep en waarin Merman Kate Fothergill speelde. Tijdens deze periode speelde ze ook in enkele korte films waarin ze meestal zong. In 1934 speelde ze in de film We're Not Dressing. Ondanks haar samenwerking met een indrukwekkende cast, zoals met Bing Crosby en Carole Lombard, deed ze bij de film niet zulke prettige ervaringen op, zeker niet toen ze bij de première moest vaststellen dat een scène waarin zij zong uit de film was geknipt. Eind november 1934 begon op Broadway de musical Anything Goes, die haar echte doorbraak werd. In 1936 werd er ook een film van de musical gemaakt, maar Bing Crosby wilde dat zijn vrouw Dixie Lee de rol kreeg die Merman met verve had vertolkt. Toen Lee uiteindelijk toch niet mee kon doen, werd de rol aan Merman aangeboden. Ook deze filmervaring was niet wat ze gehoopt had. De aandacht ging uit naar Bing Crosby, en Merman speelde eigenlijk maar een bijrol.
In 1940 trouwde ze met William Smith, maar na twee maanden vroeg ze al de scheiding aan. Later vertelde ze dat ze op haar huwelijksnacht al wist dat het niet goed zat. Kort daarna ontmoette ze Robert D. Levitt, met wie ze in 1941, nog geen twee maanden nadat de scheiding uitgesproken was, trouwde. Ze kregen twee kinderen en het koppel ging in 1952 uit elkaar als gevolg van Levitts overmatige drankgebruik. In 1946 speelde Merman de hoofdrol in de musical Annie Get Your Gun. De musical liep drie jaar met bijna 1200 voorstellingen. Tijdens deze periode nam Merman slechts twee keer vakantie en miste ze twee voorstellingen door ziekte. Bij de verfilming in 1950 kreeg Judy Garland de voorkeur op Merman, al werd zij uiteindelijk ook vervangen door Betty Hutton.

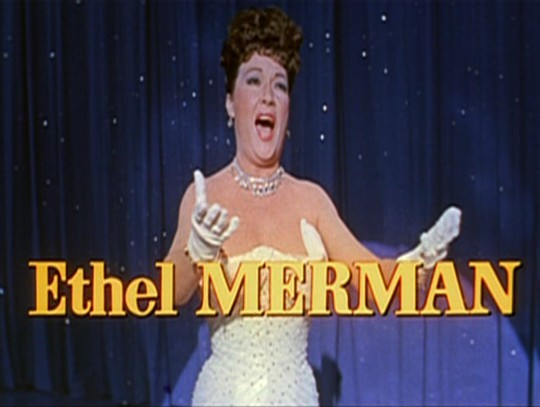
Merman in de trailer van There's No Business Like Show Business

Voor haar rol in de musical Call Me Madam kreeg ze een Tony Award. Deze keer kreeg ze ook de filmrol en won voor dezelfde rol ook nog een Golden Globe Award. In 1954 speelde ze matriarch van de zingende familie Donahue in de film There's No Business Like Show Business. In 1953 was Merman met Robert Six getrouwd, de baas van luchtvaartmaatschappij Continental Airlines. Merman wilde huisvrouw worden, maar dat was niet naar de zin van Six, die wilde dat Merman in de schijnwerpers bleef staan als extra reclame voor zijn bedrijf. Ze aanvaardde de hoofdrol voor de musical Happy Hunting en werd genomineerd voor een Tony, maar verloor deze aan Judy Holliday.
In 1959 opende de musical Gypsy, waarin ze Rose Hovick speelde. Ze kreeg goede kritieken en werd opnieuw genomineerd, maar verloor van haar goede vriendin Mary Martin, die in The Sound of Music speelde. Nadat bekend was geworden dat haar echtgenoot een affaire met televisieactrice Audrey Meadows had, scheidde Merman van hem. Tijdens de 702 voorstellingen van Gypsy kwam regisseur Mervyn LeRoy vaak kijken en hij verzekerde Merman dat ze ook in de filmbewerking mocht spelen, maar uiteindelijk kreeg Rosalind Russell de rol. Voor Merman was dit een van de grootste teleurstellingen uit haar carrière. In 1963 speelde ze in de succesvolle film It's a Mad, Mad, Mad, Mad World en in 1965 in de flop The Art of Love. Ze verscheen ook op televisie in variétéshows, praatprogramma's en series. In 1964 trouwde ze met acteur Ernest Borgnine, maar na 32 dagen vroeg ze de scheiding aan. Borgnine vertelde later dat hij van de 32 dagen huwelijk er 21 met haar geruzied had. Merman wees een rol af in de musical Hello, Dolly!, maar na zes jaar nam ze de rol toch aan en won er een Drama Desk Award voor. In 1967 overleed haar dochter Ethel Levitt aan een drugsoverdosis.
In 1980 speelde ze een klein rolletje in de comedyfilm Airplane!. Hierin speelde ze Lieutenant Hurwitz, een vrouw die denkt dat ze Ethel Merman is. Haar laatste rol was een terugkerende rol in The Love Boat, waar ze in een aantal afleveringen de moeder van Gopher Smith speelde.

## Prijzen
| Jaar | Prijs              | Categorie                                                     | Nominatie     | Resultaat   |
| ---- | ------------------ | ------------------------------------------------------------- | ------------- | ----------- |
| 1951 | Tony Award         | Beste vertolking door een vrouwelijke hoofdrol in een musical | Call Me Madam | Gewonnen    |
| 1951 | Golden Globe Award | Beste actrice - filmmusical of -comedy                        | Call Me Madam | Gewonnen    |
| 1957 | Tony Award         | Beste vertolking door een vrouwelijke hoofdrol in een musical | Happy Hunting | Genomineerd |
| 1960 | Tony Award         | Beste vertolking door een vrouwelijke hoofdrol in een musical | Gypsy         | Genomineerd |
| 1970 | Drama Desk Award   | Beste actrice in een musical                                  | Hello, Dolly! | Gewonnen    |
| 1972 | Tony Award         | Special Tony Award                                            |               | Gewonnen    |